# 롤투롤 공정

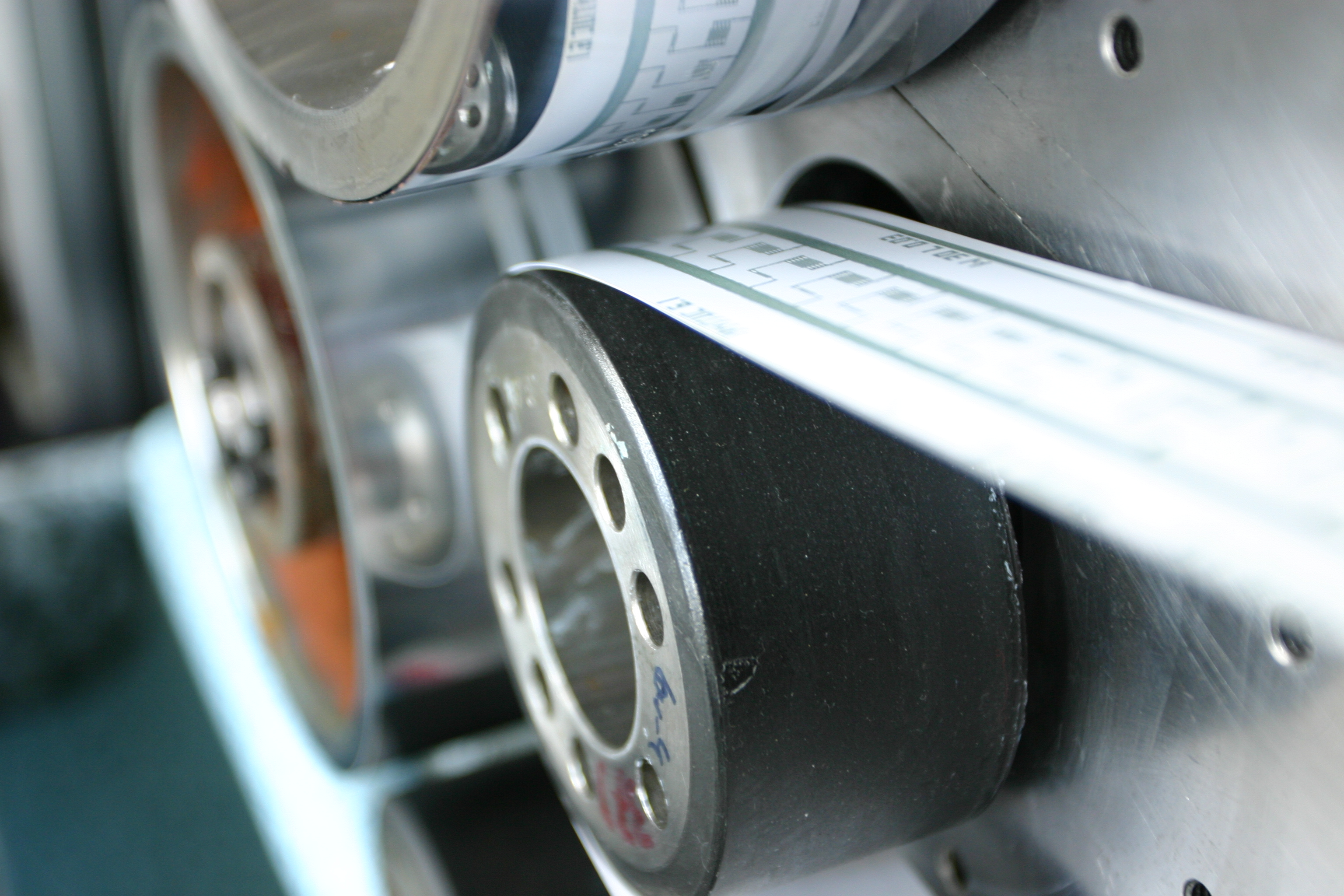

롤투롤 공정(Roll-to-roll processing, R2R, web processing)은 여러 개의 휘어질 수 있는 플라스틱이나 금속박에서 전자기기를 만드는 것이다.
대형 전자장치에 롤투롤 공정을 사용하면 제조 비용을 줄일 수 있다.

## 같이 보기
- 인쇄전자
- 압연